# Fonsomme
Fonsomme est une commune française située dans le département de l'Aisne en région Hauts-de-France.

## Géographie

### Communes limitrophes
| Fontaine-Uterte  | Croix-Fonsomme      |           |
| Essigny-le-Petit | Fonsomme            | Fieulaine |
| Homblières       | Fontaine-Notre-Dame |           |

### Hydrographie

#### Réseau hydrographique
La commune est située dans le bassin Artois-Picardie. Fonsomme est la commune où se situe la source (ou les sources) de la Somme, à dix kilomètres au nord-est de la ville de Saint-Quentin. Elle voit aussi passer la Rigole du Noirieux (16,1 km),.
Le fleuve Somme prend sa source près du village au pied de l'ancienne abbaye des religieuses de Fervaques,.

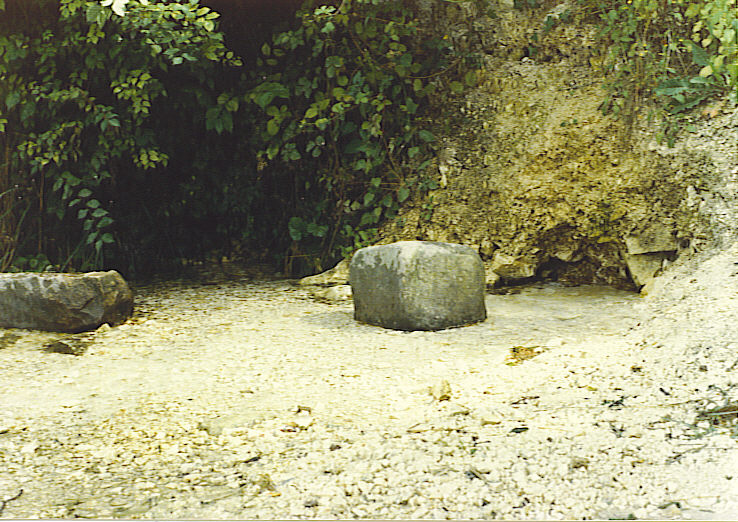
La source de la Somme.

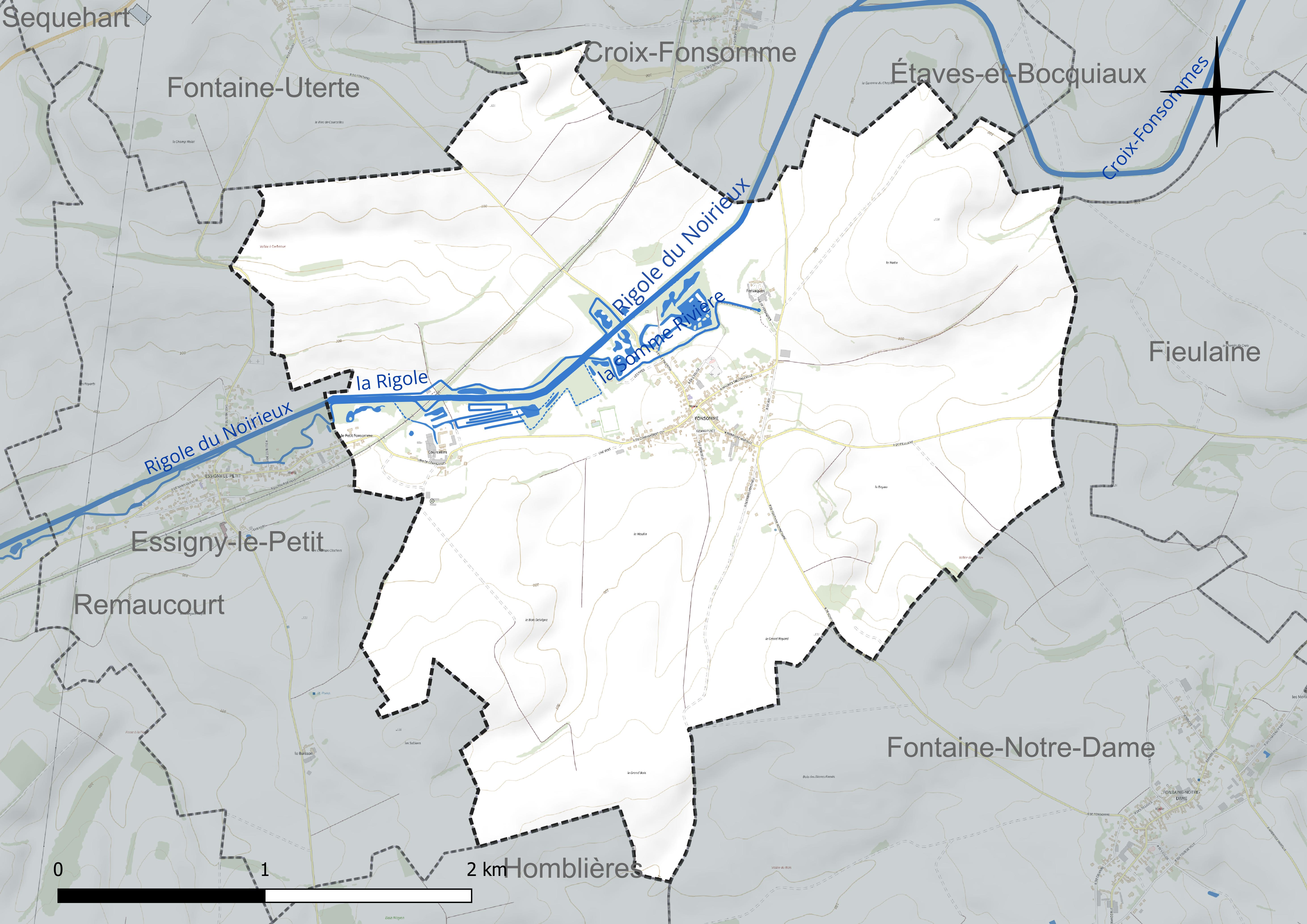
Réseau hydrographique de Fonsomme.

#### Gestion et qualité des eaux
Le territoire communal est couvert par le schéma d'aménagement et de gestion des eaux (SAGE) « Haute Somme ». Ce document de planification concerne un territoire de 1 798 km2 de superficie, délimité par le bassin versant de la Haute Somme est constitué d'un réseau hydrographique complexe de cours d'eau, de marais, d'étangs et de canaux. Le périmètre a été arrêté le 21 avril 2006 et le SAGE proprement dit a été approuvé le 15 juin 2017. La structure porteuse de l'élaboration et de la mise en œuvre est le syndicat mixte d'aménagement hydraulique du bassin versant de la Somme (AMEVA).
La qualité des cours d'eau peut être consultée sur un site dédié géré par les agences de l'eau et l'Agence française pour la biodiversité.

### Climat
Pour des articles plus généraux, voir Climat des Hauts-de-France et Climat de l'Aisne.
En 2010, le climat de la commune est de type climat océanique dégradé des plaines du Centre et du Nord, selon une étude du CNRS s'appuyant sur une série de données couvrant la période 1971-2000. En 2020, Météo-France publie une typologie des climats de la France métropolitaine dans laquelle la commune est dans une zone de transition entre le climat océanique et le climat océanique altéré et est dans la région climatique Nord-est du bassin Parisien, caractérisée par un ensoleillement médiocre, une pluviométrie moyenne régulièrement répartie au cours de l'année et un hiver froid (3 °C).
Pour la période 1971-2000, la température annuelle moyenne est de 10,3 °C, avec une amplitude thermique annuelle de 14,8 °C. Le cumul annuel moyen de précipitations est de 720 mm, avec 11,7 jours de précipitations en janvier et 9 jours en juillet. Pour la période 1991-2020, la température moyenne annuelle observée sur la station météorologique la plus proche, située sur la commune de Fontaine-lès-Clercs à 17 km à vol d'oiseau, est de 10,8 °C et le cumul annuel moyen de précipitations est de 683,4 mm,. Pour l'avenir, les paramètres climatiques de la commune estimés pour 2050 selon différents scénarios d'émission de gaz à effet de serre sont consultables sur un site dédié publié par Météo-France en novembre 2022.

## Urbanisme

### Typologie
Au 1er janvier 2024, Fonsomme est catégorisée commune rurale à habitat dispersé, selon la nouvelle grille communale de densité à 7 niveaux définie par l'Insee en 2022.
Elle est située hors unité urbaine. Par ailleurs la commune fait partie de l'aire d'attraction de Saint-Quentin, dont elle est une commune de la couronne,. Cette aire, qui regroupe 120 communes, est catégorisée dans les aires de 50 000 à moins de 200 000 habitants,.

### Occupation des sols
L'occupation des sols de la commune, telle qu'elle ressort de la base de données européenne d'occupation biophysique des sols Corine Land Cover (CLC), est marquée par l'importance des territoires agricoles (95,9 % en 2018), une proportion sensiblement équivalente à celle de 1990 (95,8 %). La répartition détaillée en 2018 est la suivante : 
terres arables (89,9 %), zones agricoles hétérogènes (6 %), zones urbanisées (4,1 %).
L'évolution de l'occupation des sols de la commune et de ses infrastructures peut être observée sur les différentes représentations cartographiques du territoire : la carte de Cassini (XVIIIe siècle), la carte d'état-major (1820-1866) et les cartes ou photos aériennes de l'IGN pour la période actuelle (1950 à aujourd'hui).

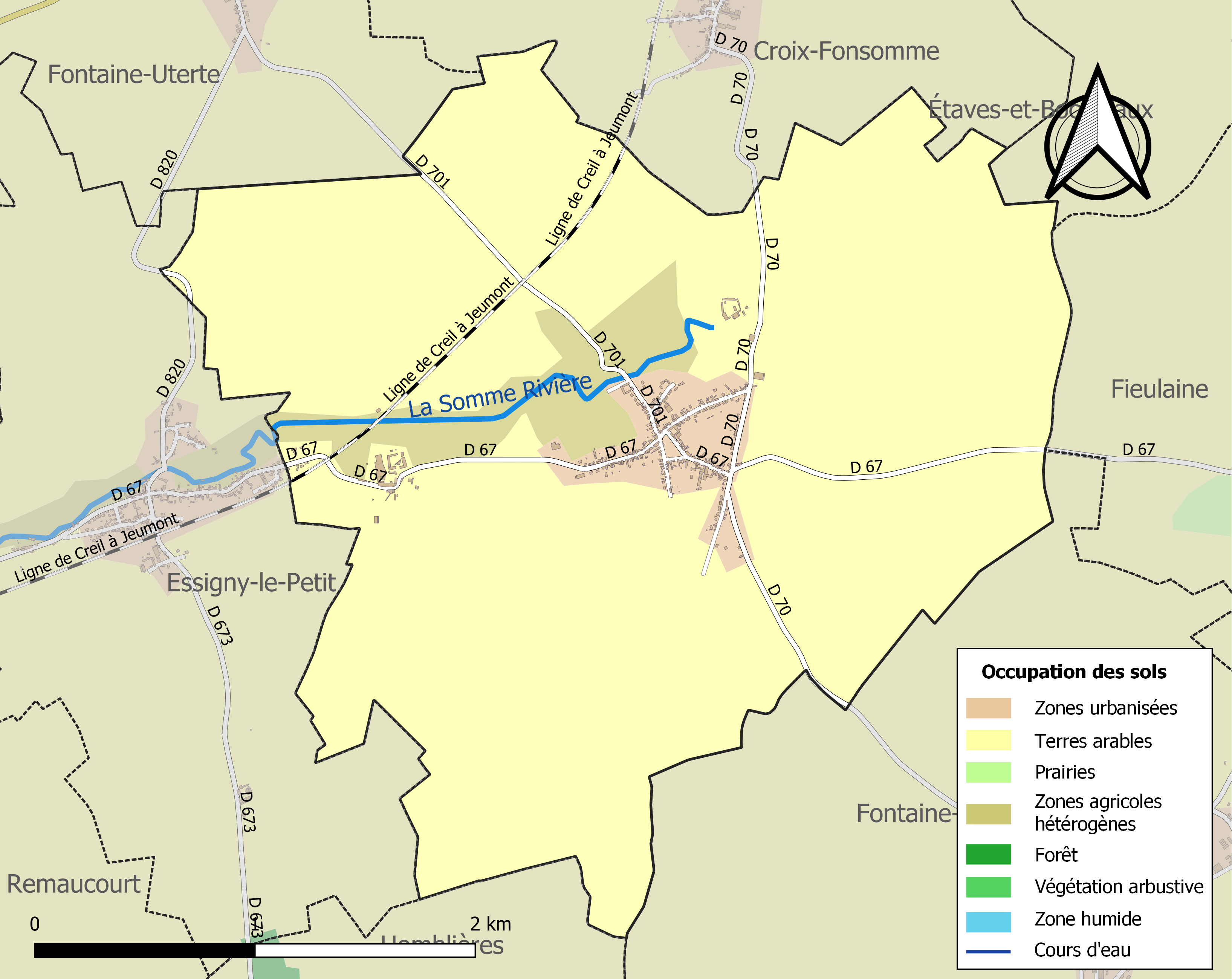
Carte de l'occupation des sols de la commune en 2018 (CLC).

## Toponymie
Le nom de la localité est attesté sous les formes Funsomis (1140) ; territorium Fontissome (1152) ; Ecclesia Fontissumme (1164) ; Ecclesia Fontissomine (1171) ; Ecclesia Fontis-Somene (1184) ; Fontis-Sumena (1186) ; Ecclesia Sancte-Marie fontis Somone (1188) ; Fontis-Summa (1193) ; Fonsomes (1193) ; Monasterium Beate Marie de Fonte Sumo, ecclesia parrochialis Sancti-Petri-Fontissume… (XIIe siècle) ; Fonsummes (1242) ; Territorium et parrochia de Fonsummis (1275) ; Fonsommes (1293) ; Fonssommes (1595).
Fonsomme doit son nom au voisinage des sources de la Somme, fons Sommoe  (source de la Somme). Des dalles de sarcophages mérovingiens retrouvées en 1863 lors de fouilles dans les jardins de l'abbaye de Fervaques attestent de l'ancienneté du peuplement des environs de la source de la Somme.
- Lieux-dits habités : Courcelles, Fervaques, Petit-Fonsomme (Le)[16].

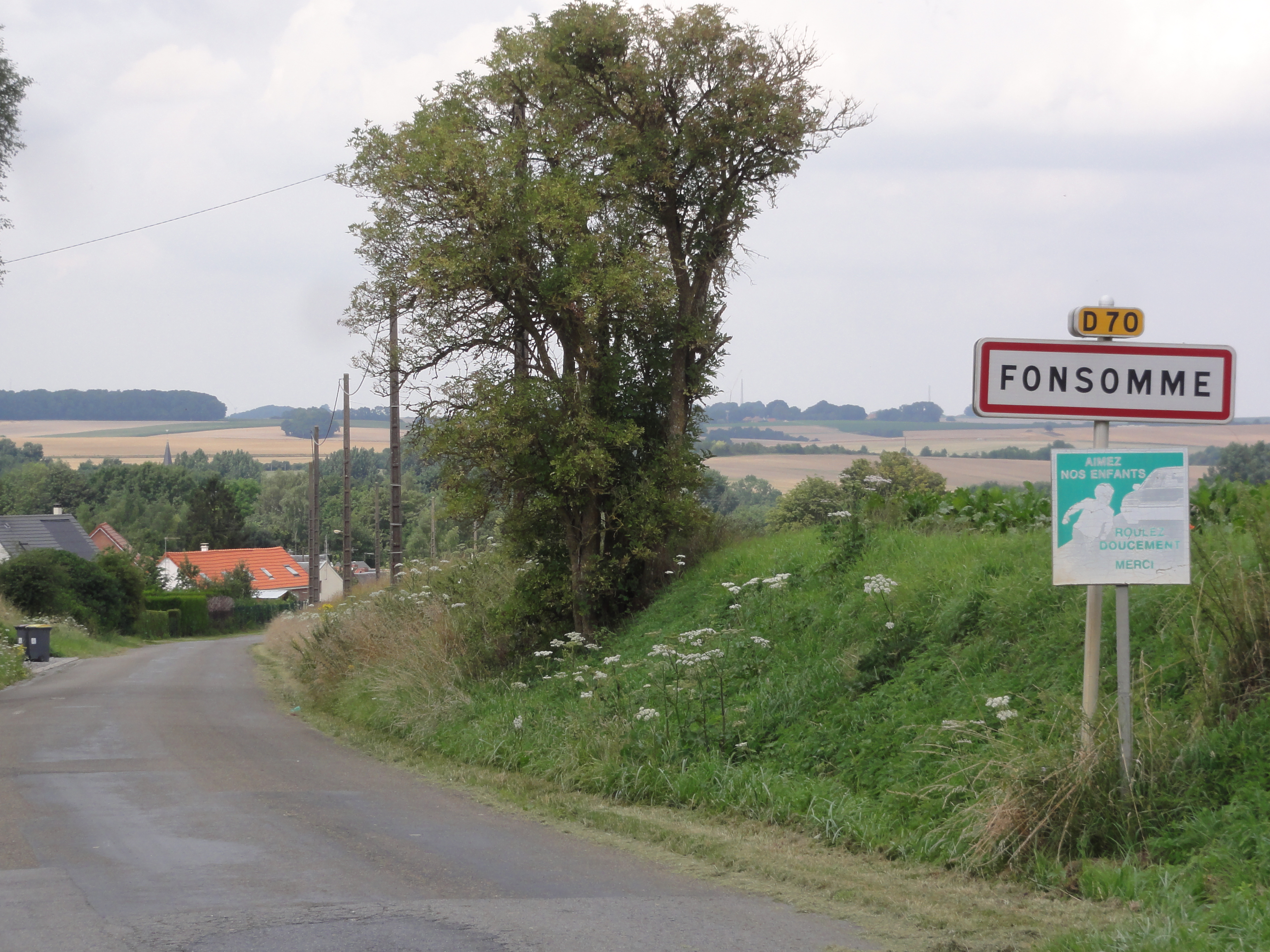
L'entrée de Fonsomme.
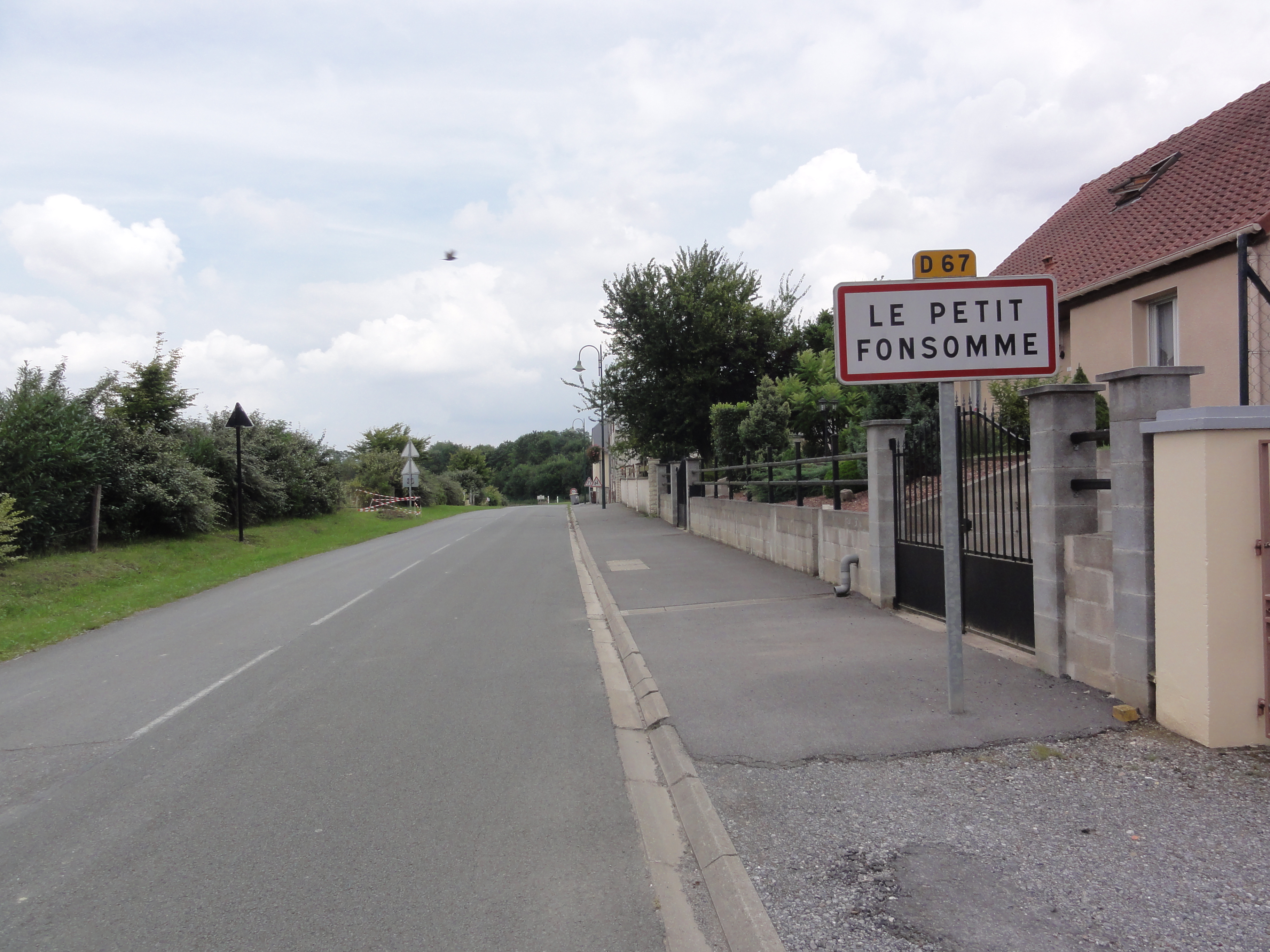
L'entrée du Petit Fonsomme.
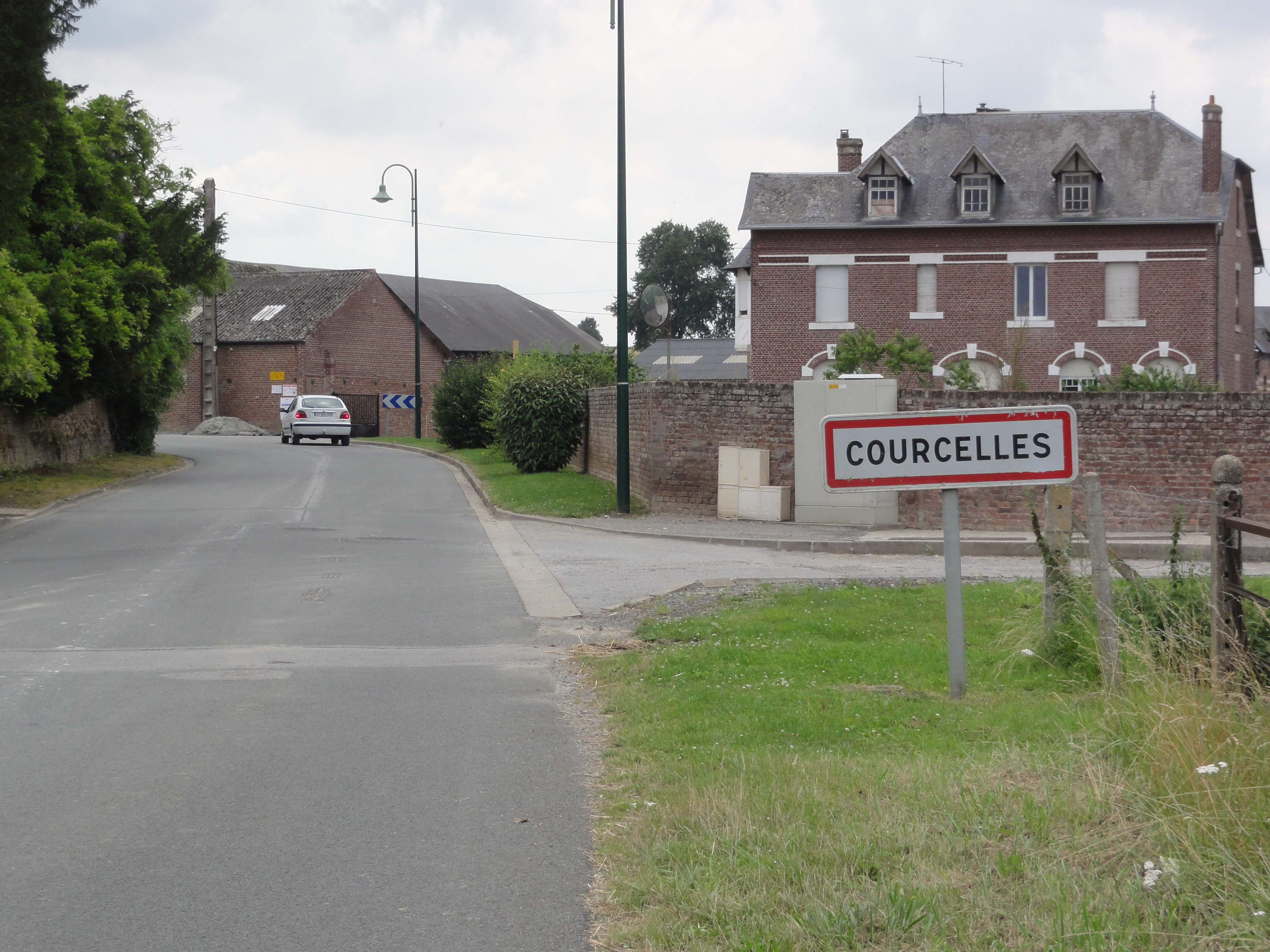
L'entrée de Courcelles.

## Histoire

### Temps modernes

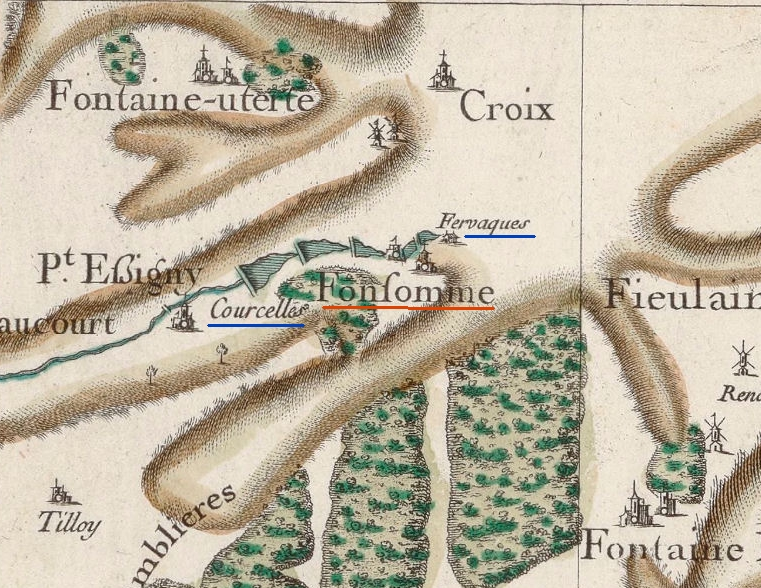
Carte de Cassini du secteur
(vers 1750).

La carte de Cassini ci-contre montre qu'au milieu du XVIIIe siècle, Fonsomme est une paroisse.
 Au sud-ouest, le hameau de Courcelles s'est appelé Villa que dicitum Curcelas en 1043 puis villa Curcelis en 1124. Cette ferme appartenait à l'abbaye d'Homblières.

À l'est, Fervaques n'est déjà plus qu'une simple ferme. C'était autrefois une abbaye de Cisterciennes fondée en 1140 par le sénéchal de Vermandois Reinier et Élisabeth son épouse. Cette abbaye fut brûlée en 1557 par les Espagnols, rétablie en 1580, détruite en 1595, rétablie en 1632 par l'abbesse Marie de Montluc puis définitivement abandonnée en 1635. Les religieuses s'établirent à Paris puis à Saint-Quentin en 1648,.

Fonsomme au tout début du XXe siècle
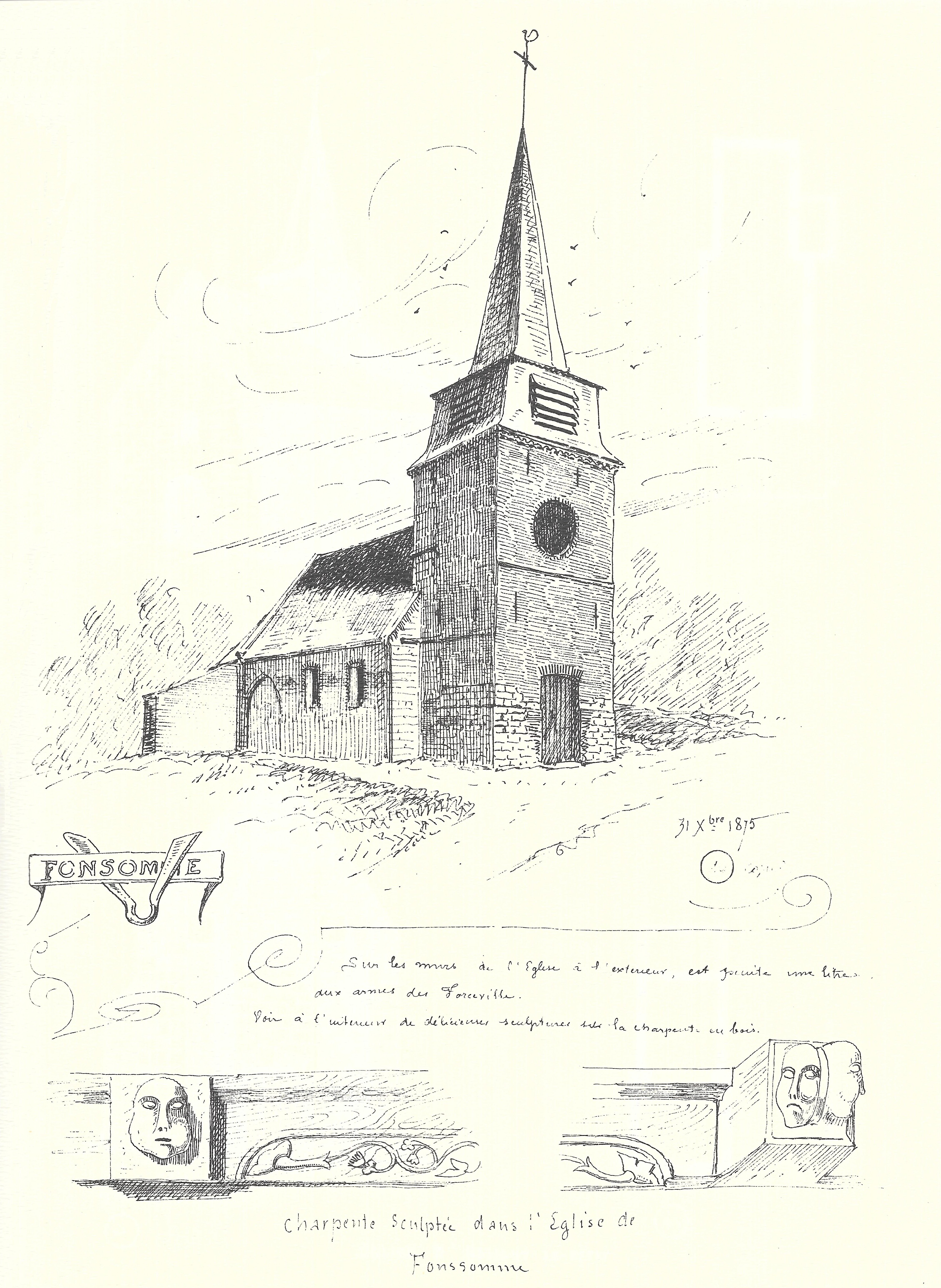
Dessin de l'église en 1875.
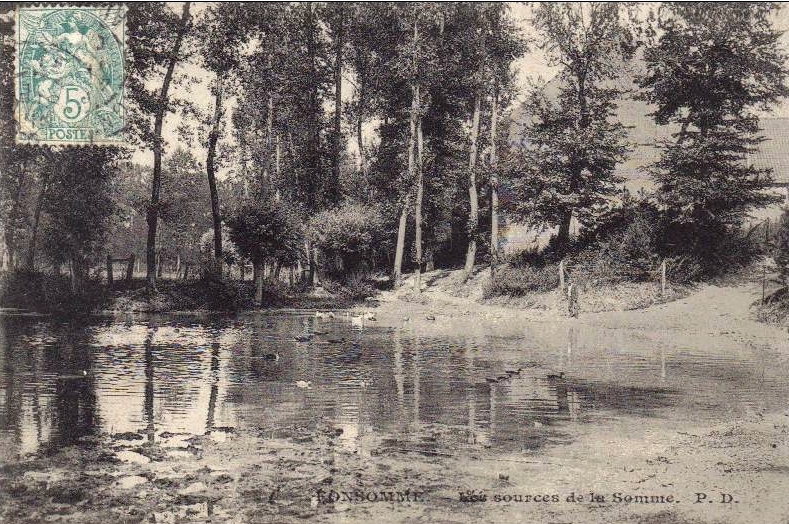
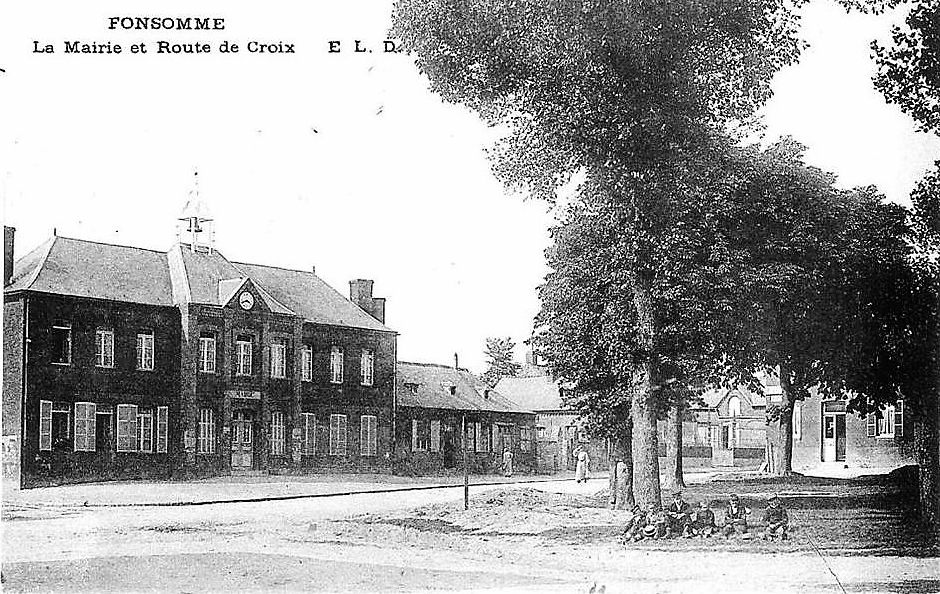
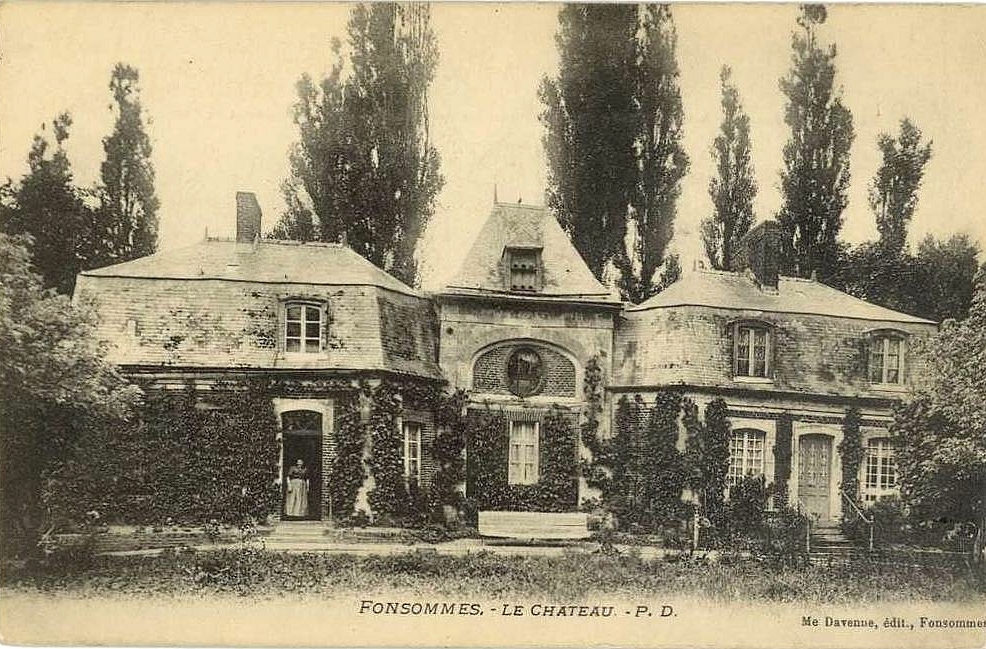
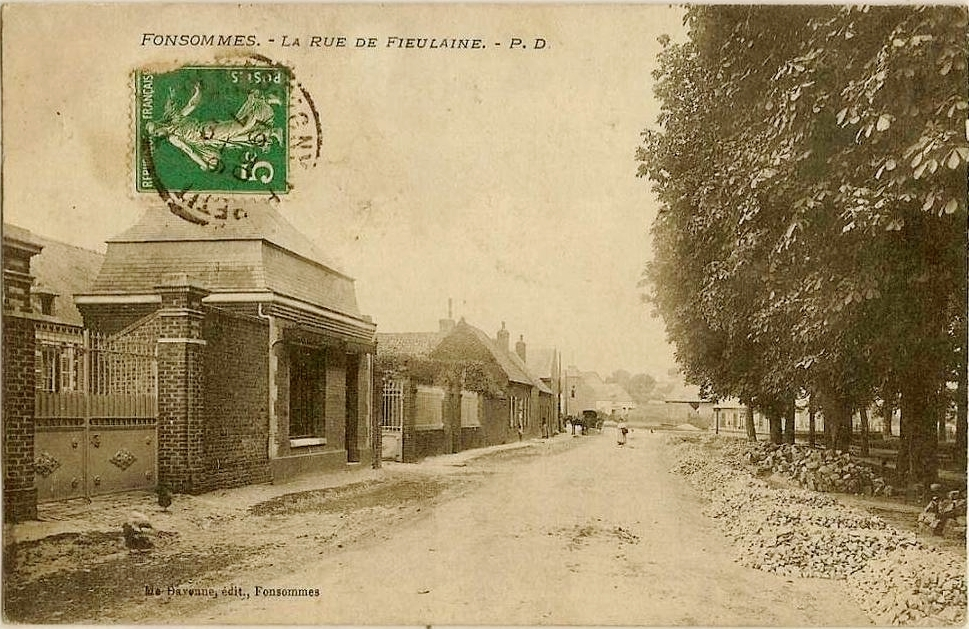
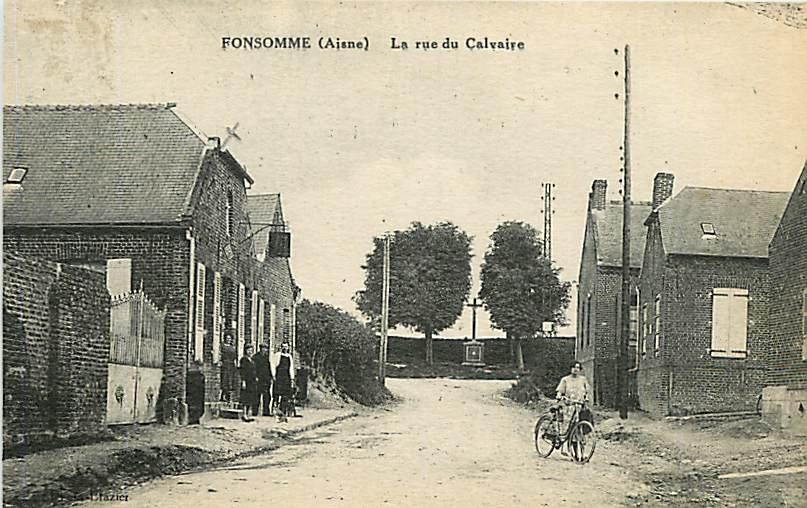
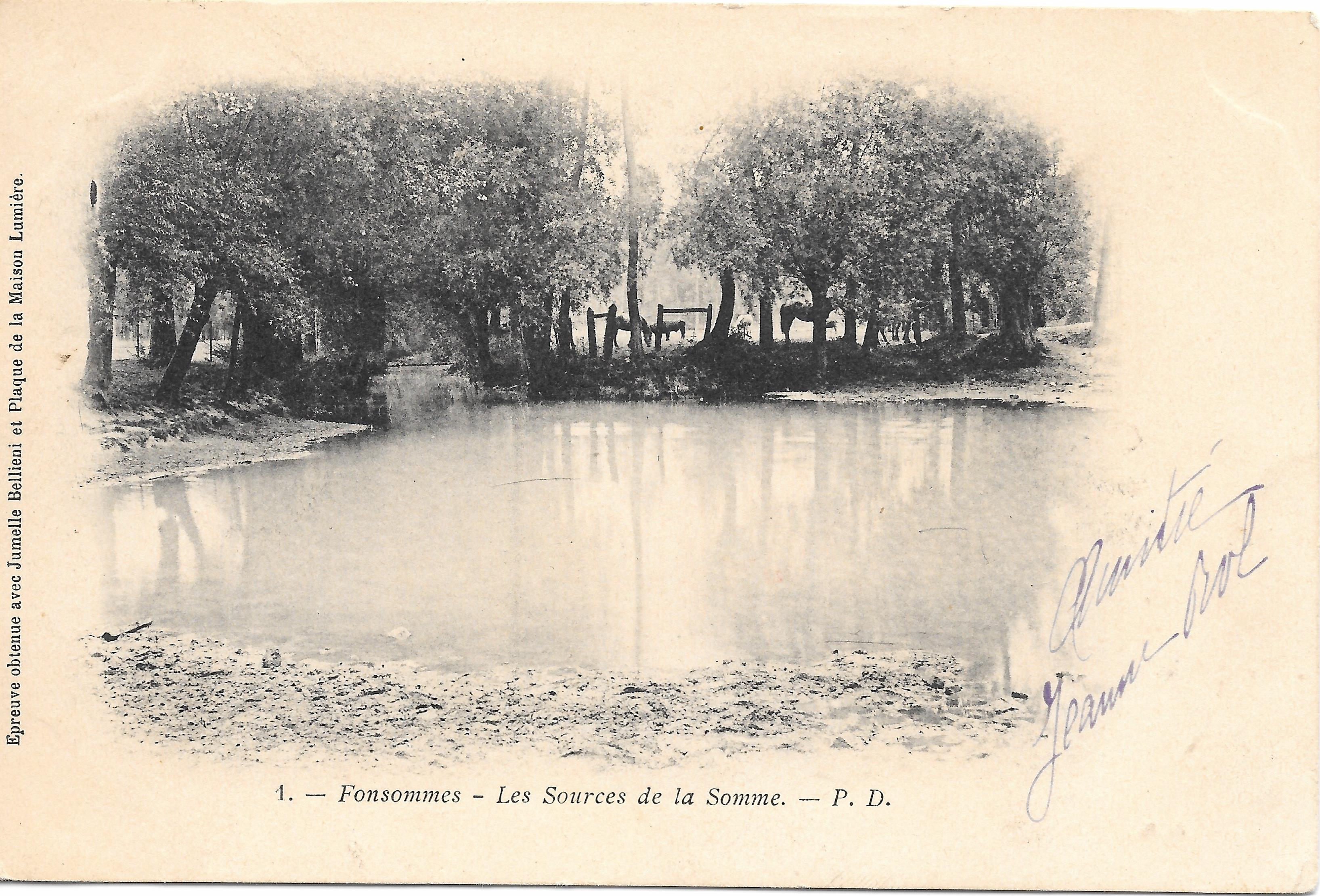
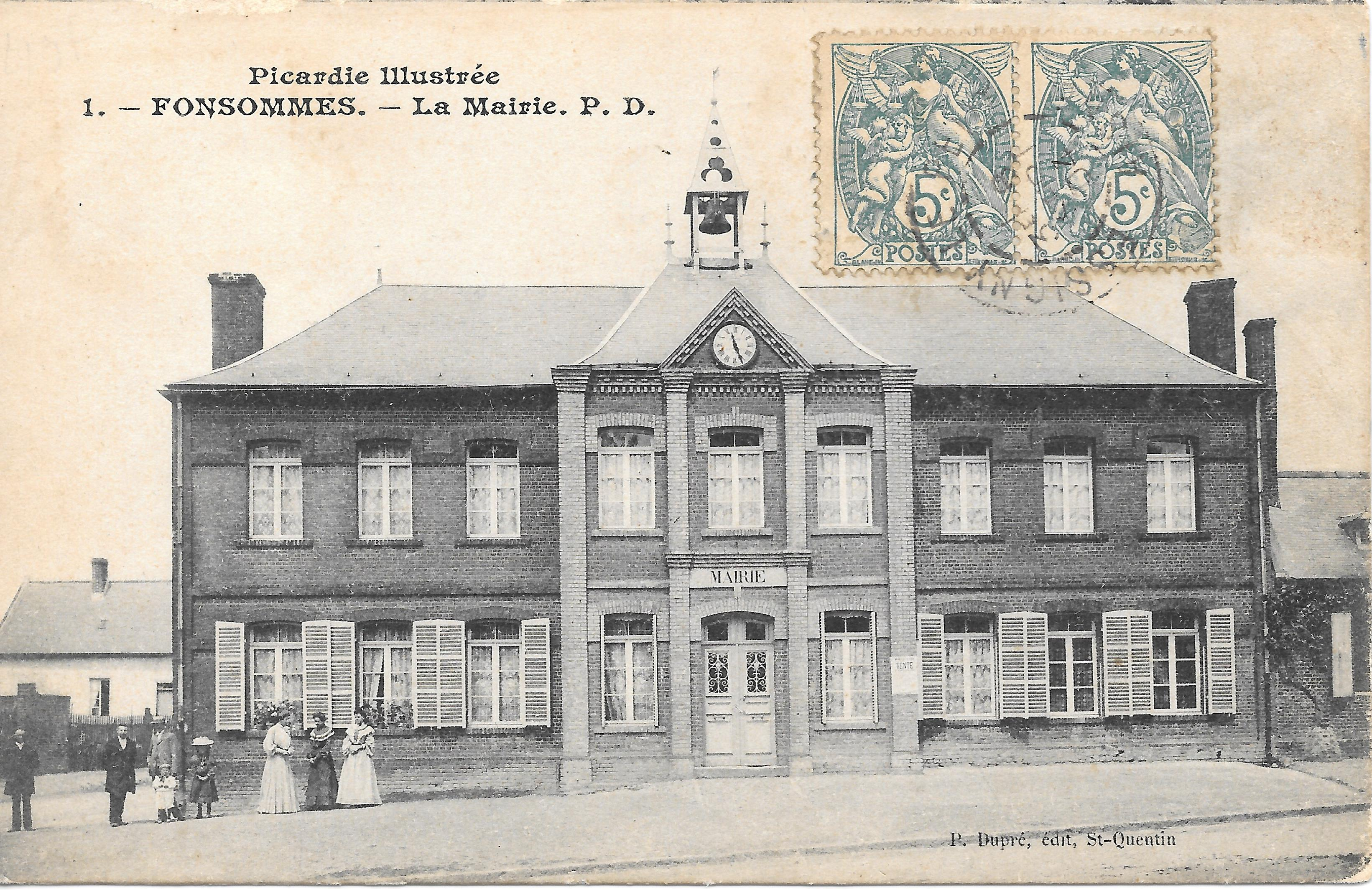

### XXesiècle
La commune a été concernée par la Première Guerre mondiale : après la bataille des frontières du  7 au 24 août 1914, devant les pertes subies, l'état-major français décide de battre en retraite depuis la Belgique. Le 27 août 1914 , les Allemands s'emparent du village et poursuivent leur route vers l'ouest. Dès lors commença l'occupation  qui dura jusqu'en octobre 1918. Pendant toute cette période, Fonsomme restera loin des combats, le front se situant à une quarantaine de kilomètres à l'ouest vers Péronne. Le village servira de base arrière pour l'armée allemande.

En septembre 1918, après de durs combats, la ligne Hindenburg est franchie sur le canal de Saint-Quentin et peu à peu les Allemands, attaqués par les troupes franco-australiennes reculent de village en village. Le 12 octobre, Fonsomme est enfin libérée. Contrairement à d'autres villages des alentours, Fonsomme a subi peu de dégâts.
Vu les souffrances endurées par la population pendant les quatre années d'occupation et les dégâts aux constructions, la commune s'est vu décerner la Croix de guerre 1914-1918 (France) le 26 octobre 1920.
Sur le monument aux morts sont inscrits les noms des 26 soldats de la commune morts pour la France et 5 victimes civiles.

## Politique et administration

La communauté d'agglomération du Saint-Quentinois dans le département de l'Aisne.

### Rattachements administratifs et électoraux
La commune se trouve dans l'arrondissement de Saint-Quentin du département de l'Aisne. Pour l'élection des députés, elle fait partie de la deuxième circonscription de l'Aisne.
Après avoir été fugacement chef-lieu du canton de Fonsommes de 1793 à 1801, Elle faisait partie depuis cette date du canton de Saint-Quentin. Celui-ci a été scindé par décret du 23 juillet 1973 et la commune rattachée au canton de Saint-Quentin-Nord. Dans le cadre du redécoupage cantonal de 2014 en France, elle est désormais intégrée au canton de Saint-Quentin-2.

### Intercommunalité
La commune faisait partie de la communauté d'agglomération de Saint-Quentin, créée fin 1999 et qui et qui succédait au District de Saint-Quentin, créé le 9 février 1960, rassemblant à l'origine 11 communes afin notamment de créer et développer des zones industrielles.
Dans le cadre des dispositions de la loi portant nouvelle organisation territoriale de la République (Loi NOTRe) du 7 août 2015, qui prévoit que les établissements publics de coopération intercommunale (EPCI) à fiscalité propre doivent avoir un minimum de 15 000 habitants (sous réserve de certaines dérogations bénéficiant aux territoires de très faible densité), le préfet de l'Aisne a adopté un nouveau schéma départemental de coopération intercommunale par arrêté du 30 mars 2016 qui prévoit notamment la fusion de la  communauté de communes du canton de Saint-Simon et de la communauté d'agglomération de Saint-Quentin, aboutissant au regroupement de 39 communes comptant 83 287 habitants.
Cette fusion est intervenue le 1er janvier 2017, et la commune est désormais membre de la communauté d'agglomération du Saint-Quentinois.

### Liste des maires
| Période                                  | Période                   | Identité          | Étiquette | Qualité                    |
| ---------------------------------------- | ------------------------- | ----------------- | --------- | -------------------------- |
| Les données manquantes sont à compléter. |                           |                   |           |                            |
| avant 1981                               | ?                         | Pierre Brun       | DVG       |                            |
| mars 2001                                | mars 2008                 | Lucien Olejniczak |           |                            |
| mars 2008                                | mars 2014                 | Claude Ducornet   |           | Directeur d'école          |
| mars 2014                                | mai 2020                  | Christian Pierret | SE        | Retraité de l'enseignement |
| mai 2020                                 | En cours (au 6 juin 2020) | Colette Noël      |           |                            |

## Démographie
L'évolution du nombre d'habitants est connue à travers les recensements de la population effectués dans la commune depuis 1793. Pour les communes de moins de 10 000 habitants, une enquête de recensement portant sur toute la population est réalisée tous les cinq ans, les populations de référence des années intermédiaires étant quant à elles estimées par interpolation ou extrapolation. Pour la commune, le premier recensement exhaustif entrant dans le cadre du nouveau dispositif a été réalisé en 2005.

En 2022, la commune comptait 517 habitants, en évolution de +8,39 % par rapport à 2016 (Aisne : −1,97 %, France hors Mayotte : +2,11 %).
| 1793 | 1800 | 1806 | 1821 | 1831 | 1836 | 1841 | 1846 | 1851 |
| ---- | ---- | ---- | ---- | ---- | ---- | ---- | ---- | ---- |
| 304  | 315  | 335  | 435  | 577  | 644  | 661  | 702  | 670  |

| 1856 | 1861 | 1866 | 1872 | 1876 | 1881 | 1886 | 1891 | 1896 |
| ---- | ---- | ---- | ---- | ---- | ---- | ---- | ---- | ---- |
| 755  | 810  | 792  | 803  | 796  | 768  | 703  | 701  | 692  |

| 1901 | 1906 | 1911 | 1921 | 1926 | 1931 | 1936 | 1946 | 1954 |
| ---- | ---- | ---- | ---- | ---- | ---- | ---- | ---- | ---- |
| 685  | 675  | 592  | 514  | 546  | 528  | 507  | 452  | 501  |

| 1962 | 1968 | 1975 | 1982 | 1990 | 1999 | 2005 | 2006 | 2010 |
| ---- | ---- | ---- | ---- | ---- | ---- | ---- | ---- | ---- |
| 564  | 564  | 538  | 494  | 545  | 554  | 521  | 514  | 535  |

| 2015 | 2020 | 2022 | - | - | - | - | - | - |
| ---- | ---- | ---- | - | - | - | - | - | - |
| 486  | 500  | 517  | - | - | - | - | - | - |

## Culture locale et patrimoine

### Lieux et monuments
- Église Saint-Pierre.
- Abbaye Notre-Dame de Fervaques.
- Monument aux morts.
- Source de la Somme.

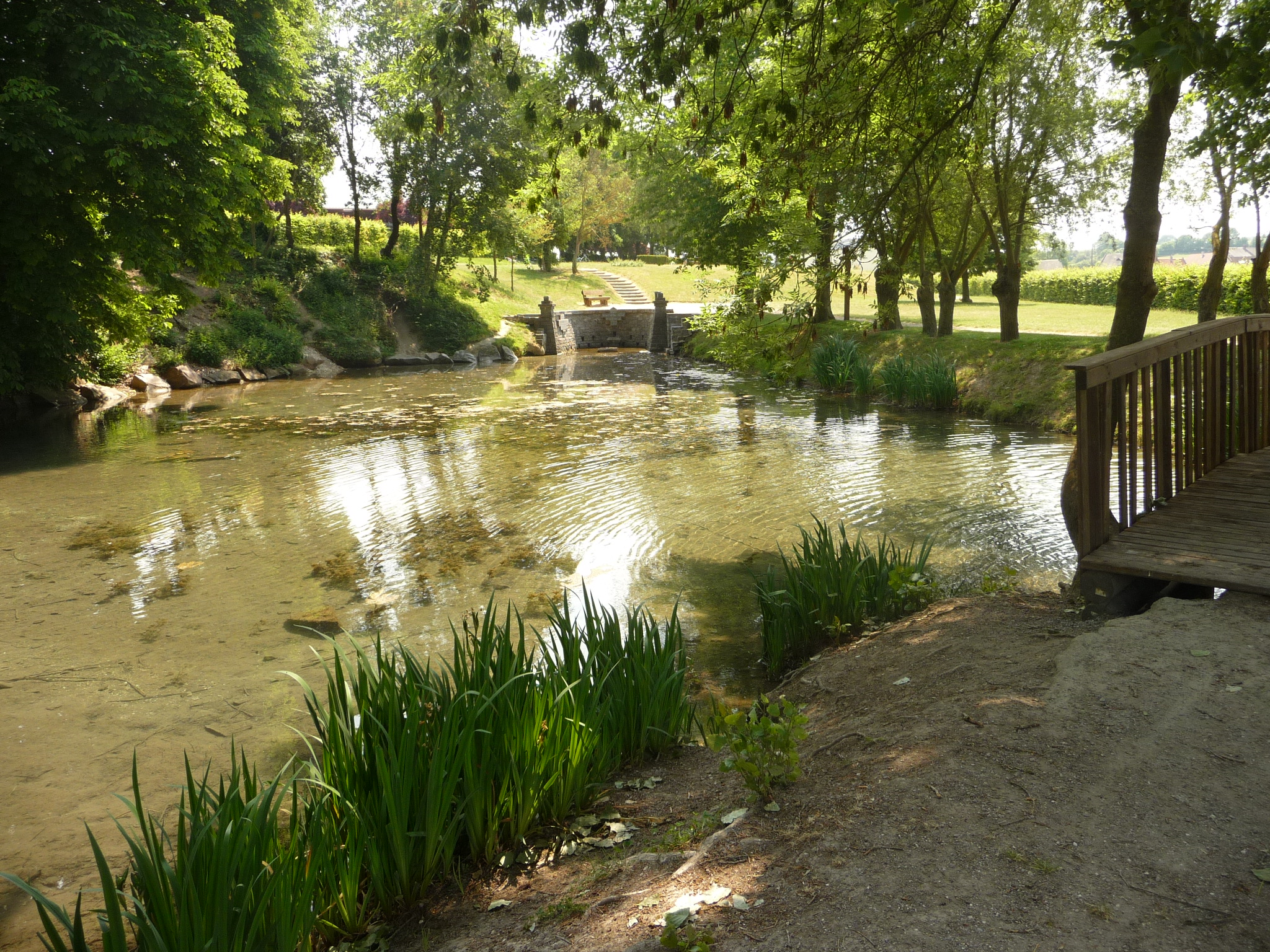
La source de la Somme en 2011.
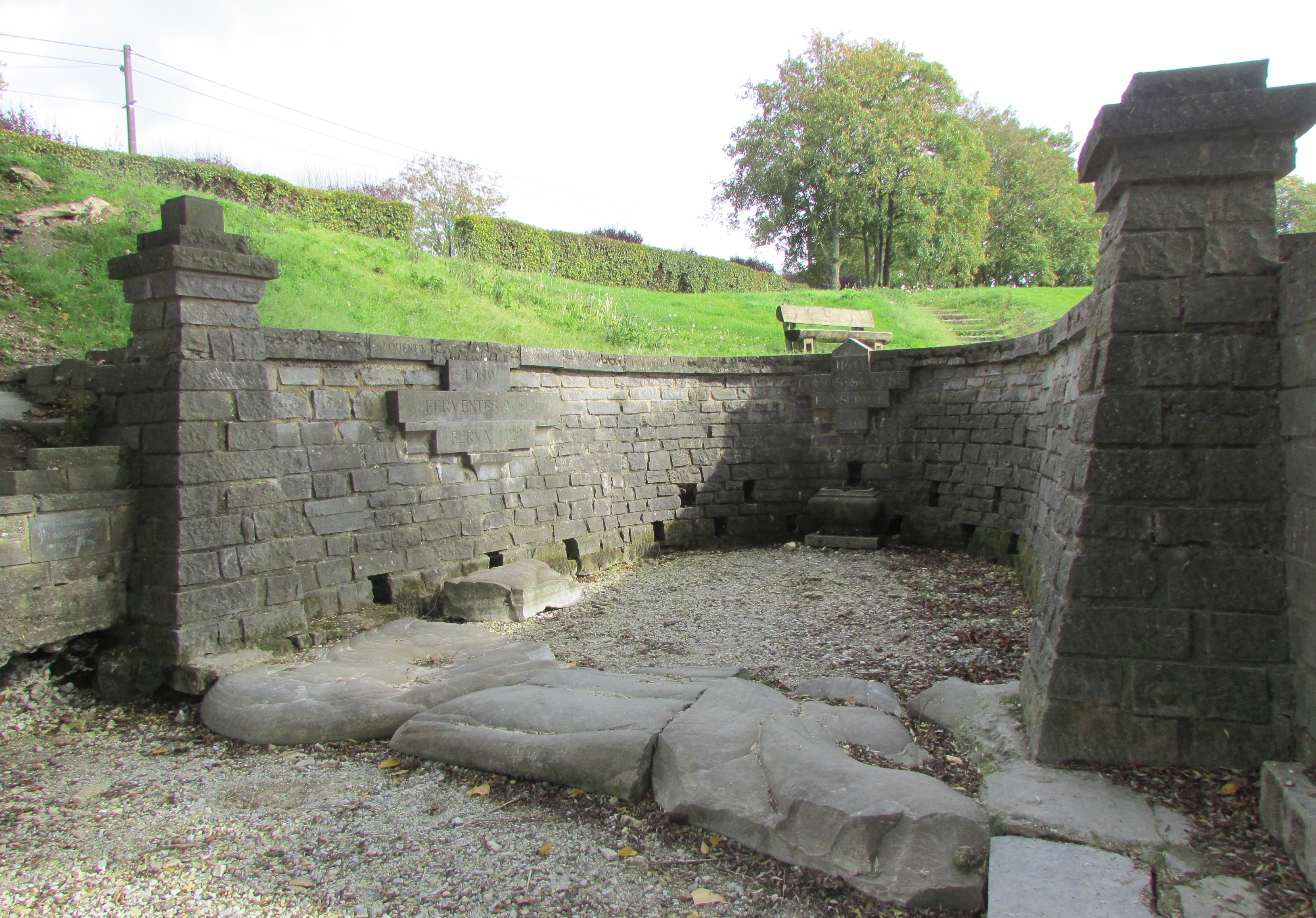
La source de la Somme tarie, victime de la sécheresse, en octobre 2017.

- Tumulus.
- Ferme de Fervaques.
- La Rigole du Noirieu.

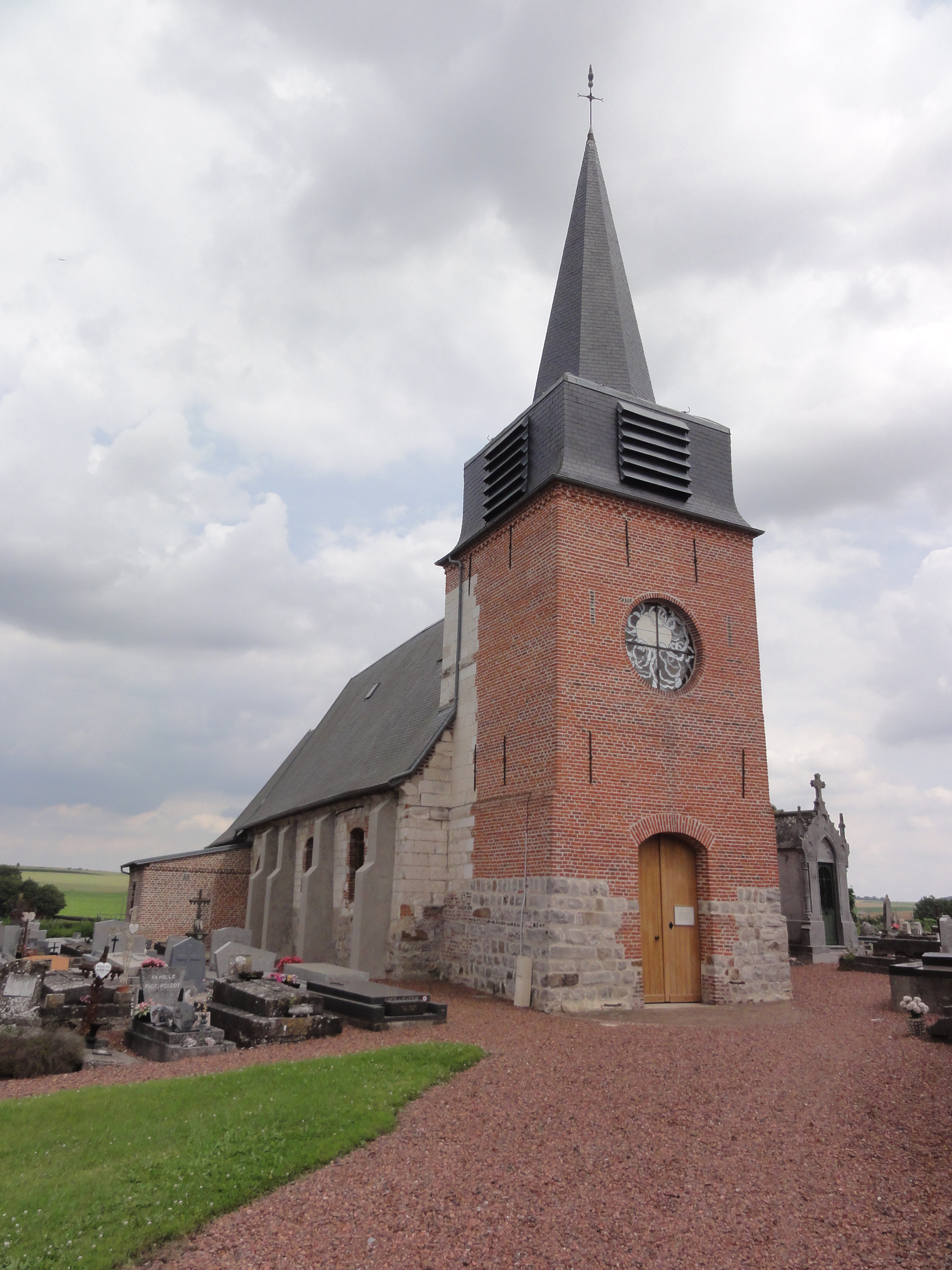
L'église Saint-Pierre.
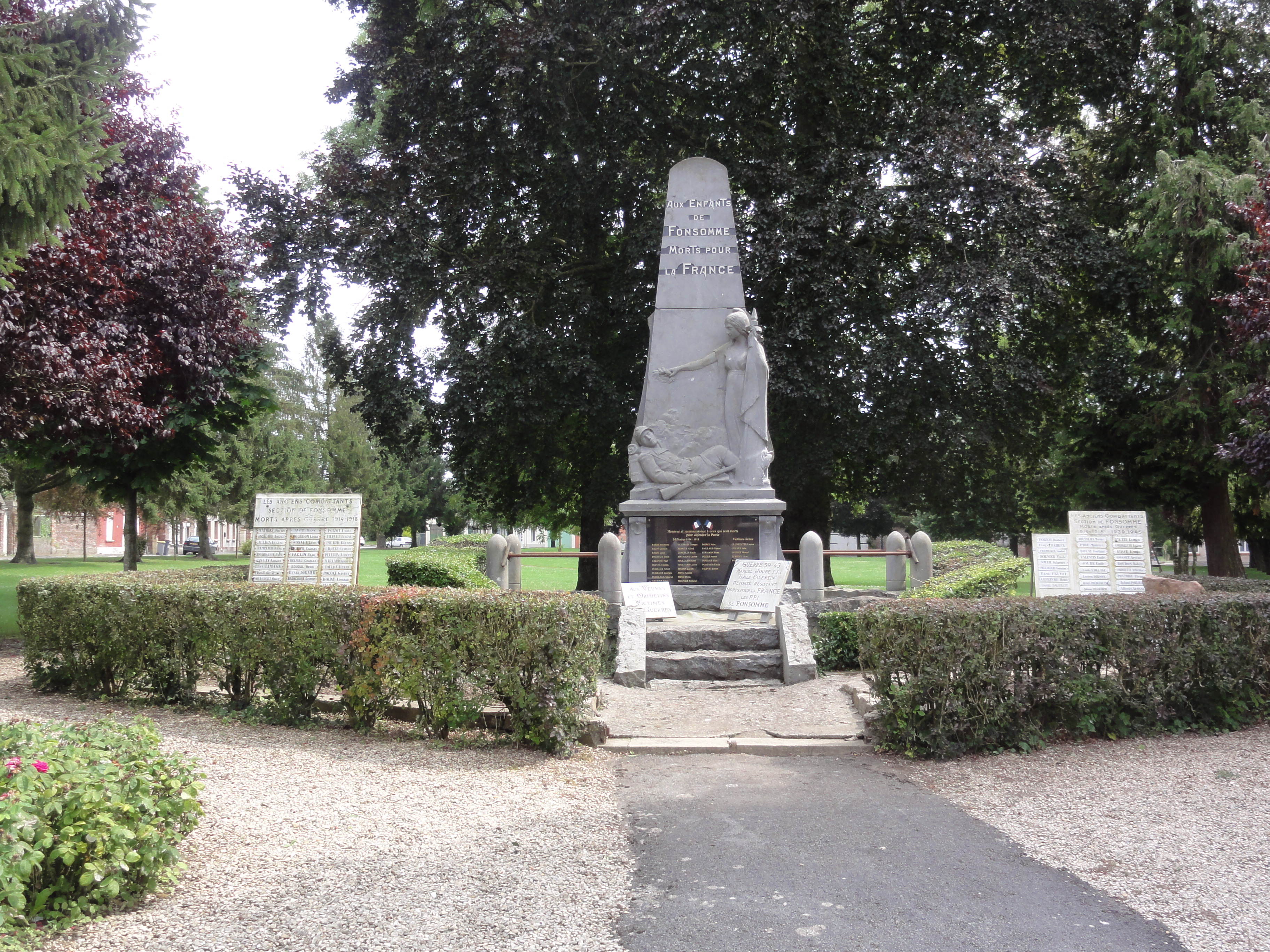
Monument aux morts.

### Personnalités liées à la commune
- Les seigneurs de Fonsomme étaient, depuis le XIe siècle, des sénéchaux (ou dapifers) de Vermandois.
- Gustave Biéler dit « Commandant Guy », agent secret canadien du service secret britannique SOE, chef du réseau Tell-MUSICIAN, pendant la Seconde Guerre mondiale.

### Héraldique
| Blason de Fonsomme | Blason  | D'argent au pal flamboyant d'azur chargé d'une gerbe de blé d'or liée de gueules et accompagné en chef de deux lions affrontés du même. |
| Blason de Fonsomme | Détails | Création de Jean-François Binon adoptée par la municipalité en 2015.                                                                    |

## Pour approfondir